# Ricardo Villarraga
Ricardo José Villarraga Marchena (Bogotà, 23 aprile 1990) è un ex calciatore colombiano, di ruolo difensore.

## Carriera

### Nazionale
Ha giocato nella nazionale colombiana Under-17.